# Vandinho (futebolista)
Vanderson da Silva Souza, mais conhecido como Vandinho, (Londrina, 24 de agosto de 1986), é um ex-futebolista brasileiro que atuava como atacante.

## Carreira
Vandinho foi formado no PSTC, de Londrina, mas depois teve passagens pelo Juventus-SP, Paraná e São Paulo.
Ainda pelos juniores, em 2005, foi artilheiro isolado da Copa Cultura de Juniores com 14 gols. Porém, não se sagrou campeão.
Em 2006, em sua segunda passagem pelo Paraná, conquistou seu primeiro título, o de campeão paranaense. Em seguida, jogando pelo Guaratinguetá, veio a se tornar campeão do interior.
Contudo, foi somente após sua chegada no Avaí, clube de Florianópolis, que sua carreira começou a deslanchar.
Artilheiro do Campeonato Catarinense de 2008, com 21 gols, Vandinho seguiu marcando na disputa da Série B do Campeonato Brasileiro, até chamar a atenção dos dirigentes do Flamengo.
Logo em seu jogo de estréia, em uma partida válida pelo Brasileirão de 2008, Vandinho deixou sua marca, marcando um belo gol de cabeça, contra o Cruzeiro.
Em fevereiro de 2009, foi transferido para o Sport, onde disputou a Taça Libertadores da América, o Campeonato Pernambucano (sagrando-se campeão) e o Campeonato Brasileiro aonde o Sport se classificou na última posição e foi rebaixado.
Para o ano de 2010 foi anunciado, no dia 7 de dezembro, sua volta ao Avaí. No clube catarinense, passou por dificuldades com lesões graves que o deixaram por tempos longe dos gramados. Mesmo assim, ainda marcou 14 gols em 34 jogos pelo "Leão da Ilha".
Para a temporada de 2011 chegou a ser anunciado como reforço da Ponte Preta, mas acabou indo para o São Caetano. No clube do ABC Paulista, Vandinho permaneceu por 3 meses, marcando 5 gols em 10 jogos. Uma cláusula no contrato de empréstimo com o São Caetano, previa que caso recebesse uma proposta de um clube do exterior, Vandinho poderia partir. Foi então que o atleta seguiu para a sua primeira atuação em solo fora do Brasil, Vandinho foi contratado pelo Alania Vladikavkaz da Rússia.
Sua estreia pelo time russo, foi no dia 23 de março num jogo amistoso contra o Maccabi Haifa de Israel e a partida terminou empatada em 1 a 1. Apesar de não ter atuado em nenhum jogo da competição, Vandinho chegou ao vice campeonato da Copa da Rússia com o Alania, ao perder a final para o CSKA Moscou. Seu primeiro gol pelo time veio somente no dia 27 de maio, num jogo contra o Fakel Voronezh quando marcou o gol da vitória aos 47 minutos do segundo tempo.
No dia 12 de agosto de 2011, chegou a ser anunciada a volta de Vandinho ao futebol brasileiro. Com a saída do atacante Jael da Portuguesa para atuar no Flamengo, o clube teve a necessidade de contratar um novo centro-avante. Foi aí que surgiu Vandinho, que assinaria um contrato com a Lusa até o final do Campeonato Paulista de 2012. Mas o atacante ficaria alguns dias somente treinando no clube e, no dia 23 de setembro, foi apresentado no Al-Arabi SC do Qatar, time do técnico Silas com quem já havia trabalhado no Avaí.
Em sua estreia no Oriente Médio, jogo em que também marcava a estreia do Al-Arabi na Stars Cup do Qatar, o seu time saiu derrotado por 1 a 0 em casa para o Al-Khor. Apesar do bom retrospécto, 5 gols em apenas 7 jogos, Vandinho voltou após o termino do contrato de três meses.
No dia 27 de dezembro de 2011, foi anunciada a volta de Vandinho. Como já havia sido especulado anteriormente, ele assina contrato de um ano com a Portuguesa. Sua estreia pela Lusa foi pela primeira rodada do Paulistão e não foi das melhores, já que o time saiu derrotado pelo Paulista por 2 a 0 em pleno Canindé. Marcou seu primeiro gol pelo time no dia 26 de fevereiro, no empate em 1 a 1 com o São Caetano pela 10ª rodada do Estadual. Vandinho anotou o gol de pênalti aos 22 minutos do segundo tempo. E ficou somente neste gol, já que no dia 2 de abril, foi anunciado o seu afastamento do time juntamente com mais 3 jogadores. Eles iniciaram treinamento em separado até ser colocada uma definição para o caso. Após mais de um mês, foi reintegrado ao grupo e voltou a atuar pela Portuguesa. Na segunda metade da temporada de 2012, Vandinho voltou ao São Caetano para defender o clube na Série B do Campeonato Brasileiro. Apesar de ter tido uma boa campanha durante o campeonato, o Azulão não conseguiu o acesso à Série A.
Por estar sendo pouco aproveitado no Azulão, Vandinho acabou sendo anunciado como reforço do América de Natal no dia 20 de julho de 2013, para a sequência da Série B do Campeonato Brasileiro. Sua estreia pelo time e na competição aconteceu no dia 26 de julho, no jogo válido pela décima rodada do campeonato em que o América venceu o Atlético Goianiense por 1 a 0 no Estádio Serra Dourada com um gol do próprio Vandinho. Após a última rodada do turno da competição, Vandinho sentiu dores na coxa e ficou afastado do time. Ao final da temporada, Vandinho deixou o clube.
Para a temporada de 2014, Vandinho assinou com o Santo André até o final da Série A2 do Campeonato Paulista. Sua estreia pelo time e pela competição aconteceu no dia 1 de fevereiro, quando o Santo André venceu o Marília por 1 a 0 no Bruno José Daniel. Na oportunidade Vandinho entrou aos 76 minutos de jogo.
No segundo semestre Vandinho acertou sua ida para a Suécia, para atuar no Skövde, da Division 1. A sua estreia pelo time foi pela Copa da Suécia, aonde o Skövde saiu derrotado pelo Varbergs por 5 a 4 e Vandinho anotou dois gols.
Em 2016 Vandinho acertou com o J.Malucelli para a disputa do Campeonato Paranaense 2016. Em 5 partidas ele anotou 5 gols.

## Família
- Vandinho tem um irmão chamado Bruno Henrique que também é atleta profissional.[38] Os dois chegaram a atuar juntos no Paraná em 2007[39] e no o Avaí em 2010.[40]

## Títulos
Paraná
- Campeonato Paranaense: 2006

Guaratinguetá
- Campeonato Paulista do Interior: 2007

Sport
- Campeonato Pernambucano: 2009

Avaí
- Campeonato Catarinense: 2010

Portuguesa
- Troféu Sócrates: 2012[41]

## Artilharia
- Copa Cultura de Juniores - São Paulo (14 gols)
- Campeonato Catarinense de Futebol de 2008 - Avaí (21 gols)

## Estatísticas
Última atualização: 21 de Abril de 2013.
| Ano  | Jogos | Gols | Clube       |
| ---- | ----- | ---- | ----------- |
| 2007 | 32    | 8    | Avaí        |
| 2008 | 34    | 27   | Avaí        |
| 2010 | 34    | 14   | Avaí        |
| 2012 | 8     | 2    | São Caetano |
| 2013 | 11    | 1    | São Caetano |
| 2016 | 22    | 7    | Vila Nova   |
| 2017 | 7     | 0    | Vila Nova   |